# ジョージ郡 (ミシシッピ州)
ジョージ郡（ジョージぐん、George County）はアメリカ合衆国ミシシッピ州に位置する郡である。2000年現在、人口は19,144人である。ここの郡庁所在地はLucedaleである。

## 地理
アメリカ合衆国統計局によると、この郡は総面積1,253 km2 (484 mi2) である。このうち1,239 km2 (478 mi2) が陸地で14 km2 (5 mi2) が水地域である。総面積の1.10%が水地域となっている。

## 人口動勢
2000年現在の国勢調査で、この郡は人口19,144人、6,742世帯、及び5,305家族が暮らしている。人口密度は15/km2 (40/mi2) である。6/km2 (16/mi2) の平均的な密度に7,513軒の住宅が建っている。この郡の人種的な構成は白人89.38%、アフリカン・アメリカン8.82%、先住民0.24%、アジア0.16%、太平洋諸島系0.00%、その他の人種0.84%、及び混血0.57%である。この人口の1.60%はヒスパニックまたはラテン系である。
この郡内の住民は29.20%が18歳未満の未成年、18歳以上24歳以下が9.40%、25歳以上44歳以下が28.60%、45歳以上64歳以下が21.90%、及び65歳以上が10.90%にわたっている。中央値年齢は33歳である。女性100人ごとに対して男性は100.60人である。18歳以上の女性100人ごとに対して男性は98.60人である。
この郡の世帯ごとの平均的な収入は34,730米ドルであり、家族ごとの平均的な収入は39,386米ドルである。男性は33,575米ドルに対して女性は20,542米ドルの平均的な収入がある。この郡の一人当たりの収入 (per capita income) は14,337米ドルである。人口の16.70%及び家族の13.00%は貧困線以下である。全人口のうち18歳未満の20.80%及び65歳以上の20.20%は貧困線以下の生活を送っている。

## 都市及び町
- Lucedale